# Харлашин Петро Степанович
Петро́ Степа́нович Харлашин (18 серпня 1944, м. Жданов) — український вчений в галузі теорії і практики виробництва сталі, академік Академії наук Вищої школи України, професор, доктор технічних наук, завідувач кафедри металургії чорних металів Приазовського державного технічного університету.

## Біографія
П. С. Харлашин народився в сім'ї робітника. Загальноосвітню школу закінчив в 1962 р. і був прийнятий на I курс Жданівського металургійного інституту (нині — ДВНЗ «Приазовський державний технічний університет»).
У 1963 р. був призваний до лав Військово-морського флоту. У лютому 1966 р. прийнятий у члени КПРС. У 1967 р. звільнився у запас у званні молодшого лейтенанта. Після демобілізації до відновлення в інституті працював на заводі «Важмаш» слюсарем.
З 1968 р. продовжив навчання в Жданівському металургійному інституті. За весь час навчання в інституті був відмінником і Ленінським стипендіатом, активно працював у СНТ. У травні 1968 року обраний членом бюро металургійного факультету, а в жовтні того ж року секретарем комсомольського бюро факультету. У лютому 1968 року обраний секретарем комітету комсомолу ЖдМІ і членом парткому.
За час навчання обирався депутатом Міської ради народних депутатів XII і XIII скликань, членом ЦК ЛКСМ, членом бюро Жовтневого РК ЛКСМУ.
У 1972 р. закінчив інститут за спеціальністю «Фізико-хімічні дослідження металургійних процесів» і вступив до аспірантури (1973 р.) на кафедрі металургії сталі. Дисертаційну роботу завершив в 1976 р. і успішно захистив у лютому 1978 р. Йому присуджено вчений ступінь кандидата технічних наук.
З вересня 1977 р. працює на кафедрі металургії сталі асистентом, старшим викладачем, доцентом. У липні 1982 р. Петру Степановичу присвоєно вчене звання доцента кафедри металургії сталі. З 1988 р. — завідує кафедрою металургії сталі ім. професора І. Г. Казанцева.
У 1994 р. захистив докторську дисертацію. У 1995 р. йому присвоєно вчене звання професора. З 1997 р. П. С. Харлашин є академіком Академії наук Вищої школи України (відділення металургії).
З 2001 року по лютий 2014 — декан металургійного факультету Приазовського державного технічного університету.

## Наукова діяльність
Основний напрямок наукової діяльності П. С. Харлашина — прогресивні процеси металургії сталі і сплавів, які мають першочергове значення для вітчизняної науки і техніки.
Наукові дослідження проводяться за напрямками: формування теоретичних і технологічних основ отримання матеріалів із заданими властивостями, вивчення високотемпературних фізико-хімічних, металофізичних властивостей оксидних і металевих систем, розвиток теорії і розробка технології виробництва широкого сортаменту сталі, в тому числі з високофосфористих чавунів.
Ним опубліковано більше 700 наукових праць, у тому числі: 15 монографій, 34 підручників і навчальних посібників, отримано 68 авторських свідоцтв і патентів на винаходи.
П. С. Харлашин підготував 14 кандидатів і докторів наук. Він є членом спеціалізованої ради ПДТУ по захисту кандидатських дисертацій, головою експертної комісії університету та членом Експертної ради з металургії Міністерства освіти і науки України, а також — Міжнародної науково-технічної Ради з проблем позапічної обробки і безперервного розливання сталі, редакційних колегій наукових журналів («Метал і лиття України», «Металлургическая и горнорудная промышленность»), Вченої ради університету, Президії Науково-технічного товариства чорної металургії України.

## Відзнаки
До 75-річчя ПДТУ (2005 р.) Петро Степанович нагороджений Почесною медаллю.
У 2006 р. з творчим колективом ПДТУ він став переможцем Конкурсу «Книга Донбасу».
Професору Харлашину в 2010 р. вручена Почесна грамота Міністерства освіти і науки України «За сумлінну працю, плідну науково-педагогічну діяльність та особистий внесок у розвиток національної освіти».
Петро Степанович представляв Приазовський державний технічний університет у міському конкурсі «Маріуполець року» (2012 р.) і посів перше місце в номінації «За вагомий внесок у розвиток науки» (Академічна наука).
За підсумками Маріупольського конкурсу «Найкраща книга року-2012» в номінації «Наукова книга. Технічні науки» лауреатом визнана книга колективу авторів ПДТУ «Питання сучасної металургії» (Харлашин Петро Степанович та ін.), видана в Донецькій друкарні «Норд Комп'ютер».
Серед розробок за пріоритетними напрямами розвитку науки і техніки (організатор — Міністерство освіти і науки України) здобула перемогу робота «Розробка та впровадження програмного комплексу технології вдування порошкоподібних матеріалів в розплави і агрегати», в якій Харлашин П. С. був науковим керівником (2012 р.).
У квітні 2013 р. П. С. Харлашин стає лауреатом 2-го етапу обласного конкурсу «Найкращий працівник року» у сфері освіти; йому вручена грамота в номінації «Найкращий декан вищого навчального закладу».
За професійну діяльність і внесок у розвиток металургії у вересні 2013 р. Петро Степанович отримав золоту медаль і престижну премію європейської палати «DiplomaDiMerito».

## Основні праці
- Харлашин П. С. Влияние мышьяка на свойства металлических систем и качество стали / П. С. Харлашин, М. А. Шумилов, Е. И. Якушечкин. — К. : Вища школа, 1991. — 343 с. посилання
- Меджибожский М. Я. Теоретические основы сталеплавильных процессов: учебное пособие для студентов вузов и колледжей по специальности «Металлургия черных металлов» / М. Я. Меджибожский, П. С. Харлашин. — К. : УМК ВО, 1992. — 251 с. посилання
- Харлашин П. С. Мышьяк и его роль в металлургических процессах: монография / П. С. Харлашин ; ПГТУ. Каф. металлургии стали. — К. : Вища школа, 1993. — 303 с посилання
- Меджибожський М. Я. Основи термодинаміки і кінетики сталеплавільних процесів: підручник для студ. вузів за спец. «Металургія чорних металів» / М. Я. Меджибожський, П. С. Харлашин. — К. : Вища школа, 1993. — 327 с. посилання
- Металургія (проблеми, теорія, технологія, якість): підручник для вузів / П. С. Харлашин [та ін.]. — Маріуполь: Вид-во ПДТУ, 2004. — 723 с. посилання
- Boychenko B. M. Converter production of steel: theory, technology, quality of steel, the facilities' design, recirculation of materials and environmental protection: textbook for students / B. M. Boychenko, V. B. Okhotskiy, P. S. Kharlashin ; Ministry of science and education of Ukraine, National academy of metallurgy of Ukraine. — Donetsk: «Nord-Computer» publishers, 2008. — 402 p. посилання
- Теория и технология непрерывных процессов производства стали: Монография / П. С. Харлашин [и др.]. — Мариуполь: ПГТУ, 2008. — 269 с. посилання
- Теория и практика современных окислительных процессов (термодинамика и кинетика) / П. С. Харлашин [и др.] ; ред. П. С. Харлашин. — Мариуполь: Норд-Пресс, 2008. — 467 с. посилання
- Сударев В. П. Прикладні задачі теорії вірогідностей і математичної статистики: Навчальний посібник для ВНЗ / В. П. Сударев, П. C. Харлашин, 2009. — 428 с. посилання
- Харлашин П. С. Физическая химия (теория, примеры, задачи): учебник для ВУЗов / П. С. Харлашин, В. Г. Гугля, В. И. Бондарь. — Мариуполь, ПГТУ, 2009. — 617 с. посилання
- Харлашин П. С. Сборник задач по физической химии: учебное пособие для студентов вузов, обучающихся по направлению «Металлургия» и «Физическое материаловедение» / П. С. Харлашин, В. Г. Гугля. — М. : МИСиС ; Мариуполь: ПГТУ, 2009. — 412 с. посилання
- Мышьяк: (теория, технология, качество продукции): монография: в 2-х томах / П. С. Харлашин [и др.] ; Приазовский государственный технический университет, ПГТУ. Каф. металлургии стали им. И. Г. Казанцева. — Мариуполь: ПГТУ, 2010 —. — 80-летию кафедры металлургии стали ПГТУ. Т.1 : Мышьяк в металлургических расплавах, процессах, технологиях. — 541 с. посилання
- Мышьяк: (теория, технология, качество продукции): монография: в 2-х томах / П. С. Харлашин [и др.] ; Приазовский государственный технический университет, ПГТУ. Каф. металлургии стали им. И. Г. Казанцева. — Мариуполь: ПГТУ, 2010 — К 80-летию кафедры металлургии стали ПГТУ. — Т. 2 : Влияние мышьяка на свойства металлических систем и качество стали. — 475 с. посилання
- Вопросы современной металлургии: монография / П. С. Харлашин [и др.] ; под общ. ред. П. С. Харлашина. — Донецк: Норд компьютер, 2011. — 859 с. посилання
- Харлашин П. С. Практикум экспериментов и расчетов состояния сталеплавильных систем: научное издание для вузов / П. С. Харлашин. — Мариуполь: ПГТУ, 2011. — 432 с. посилання
- Вопросы современной металлургии: монография / П. С. Харлашин [и др.] ; под общ. ред. П. С. Харлашина. — Донецк: Норд компьютер, 2012. — Т.2. — 758 с. посилання